# Sébastien Galtier
Pour les articles homonymes, voir Galtier.
Sébastien Galtier, né le 2 mars 1973 à Rodez (Aveyron), est un joueur français de rugby à XV qui évolue au poste de troisième ligne aile (1,87 m pour 97 kg).

## Carrière
- école de rugby de La Primaube
- 1993-1999 : Stade Rodez
- 1999-2000 : Castres olympique
- 2000-2008 : Montpellier RC